# Turbine (Walibi Belgium)
Turbine (voorheen bekend als Sirocco, Turbine en Psyké Underground) is een overdekte shuttle-achtbaan van het type Shuttle Loop in het Belgische attractiepark Walibi Belgium. De achtbaan bevindt zich in het themagebied Dock World. De oorspronkelijke achtbaan, Sirocco, werd in 1982 gebouwd door Anton Schwarzkopf en was de eerste lanceerachtbaan in Europa.
De attractie is uitgerust met heupbeugels, zowel in de originele als in de nieuwere treinen. Na jaren van trouwe dienst sloot de achtbaan in 2008, maar heropende op 13 juli 2013 na een grondige facelift onder de naam Psyké Underground.
Aan het begin van het seizoen van 2024 kondigde Walibi aan dat de achtbaan een nieuwe trein zou krijgen en vanaf 2025 opnieuw zou worden omgebouwd tot een passend thema binnenin het themagebied Dock World met als naam Turbine. Op 5 april 2025 heropende de achtbaan samen met het nieuwe gebied.

## Geschiedenis
De Sirocco werd gebouwd voor een Japans attractiepark maar werd nooit geleverd. De baan werd Eddy Meeùs, de oprichter van Walibi Belgium, voor 75 miljoen BEF aangeboden met de bewering dat de baan 300.000 extra bezoekers zou trekken. Na een voorschot van 45 miljoen BEF zou de rest van het bedrag betaald worden als het park daadwerkelijk ook 300.000 extra bezoekers zou trekken. Aangezien het park er niet in slaagde om 300.000 extra bezoekers te trekken hoefde de resterende 30 miljoen BEF niet betaald te worden.

### Incident
In 1997 bleef de trein bij een incident 1 uur en 40 minuten ondersteboven hangen. Dit kwam doordat het vliegwiel uit het lanceringsmechanisme niet genoeg snelheid had. Hierdoor kwam de trein voorwaarts nog door zijn looping, maar achterwaarts niet meer. Bezoekers zaten meer dan anderhalf uur ondersteboven in de trein. Dit ongeval was onmiddellijk wereldnieuws en zelfs te zien op de Amerikaanse nieuwszender CNN. Er vielen geen gewonden.

### Verbouwingen
Toen de attractie in 1982 gebouwd werd, stond deze gewoon in open lucht. Dit bleef het geval tot 1999.
In 1999 werd, na klachten wegens geluidsoverlast van omwonenden, een gebouw rond de Sirocco gebouwd. De attractie kreeg een industriethema en werd hernoemd naar Turbine. Het gebouw reduceert het geluid dat de achtbaan produceert. De heropening gebeurde in 2000.
Eind 2008 werd de Turbine voorlopig gesloten, in oktober en november 2009 deed het gebouw dienst als locatie van het spookhuis Zoo Terror.
Op 18 april 2011 werd bekend dat de Turbine zou heropenen in 2012. De achtbaan zou volledig overdekt worden om geluidsoverlast voor de buren te vermijden. De zone rond de Turbine zou omgevormd worden tot de Fabulous Area, maar de thematiek van de achtbaan zelf en de treintypes waren toen nog niet bekend. De heropening van Turbine werd ook opgenomen in een milieuvergunning voor Walibi Belgium tot 2031. Reden voor de heropening van Turbine was het iconische van de achtbaan en de immense populariteit die de achtbaan, zelfs wanneer hij gesloten was, genoot bij het grote publiek.
Ondanks de eerdere berichtgeving rond de heropening van Turbine, kondigde men bij Walibi Belgium in 2012 aan dat Turbine gesloten zou blijven wegens constructiewerken. De achtbaan zou in 2013 heropenen onder een nieuwe naam. De constructiewerken zouden midden mei 2012 starten en 12 maanden duren.
Begin maart 2013 liet Walibi Belgium weten dat de heropening van Turbine met drie maanden uitgesteld zou worden. De opening was op dat moment voorzien voor juni 2013. Medio april 2013 verscheen de eerste foto van de nieuwe trein van Turbine op internet. Op 13 april, na meer dan vijf jaar stilstand, vond de eerste testrit van de vernieuwde Turbine plaats: de nieuwe trein (van Gerstlauer) op het spoor, en de vliegwiellancering werd vervangen door een lancering door lineaire inductiemotoren (LIM). Op het officiële YouTube-account van Walibi Belgium verscheen 2 dagen later een filmpje van de nieuwe trein tijdens deze testrit.
Op donderdag 16 mei 2013 maakte Walibi Belgium bekend dat de attractie voortaan Psyké Underground ging heette. De attractie stond helemaal in het teken van de leefwereld van Walibi en Squad. Er werd aangekondigd dat de attractie zou openen in juni 2013.
Ongeveer een maand later, meer bepaald op 21 juni, kregen fans de eerste blik op de thematisatie van de wachtrij en het station van Psyké Underground. Opvallend feit is dat het oude mechanisme van de vliegwiellancering als thematisering voor de wachtrij gebruikt werd.
De aangekondigde datum werd echter weer niet gehaald. De attractie opende uiteindelijk voor het publiek op 13 juli 2013. Deze volledige renovatie heeft Walibi in totaal 6 miljoen euro gekost.
In 2023 werd aangekondigd dat de zone rond Psyké Underground getransformeerd zal worden tot Dock World, een themagebied geïnspireerd op een havenstadje. Ook de attracties Flashback en Pulsar zullen deel uitmaken van dit nieuwe themagebied. Op concepttekeningen van Walibi was te zien dat het gebouw van Psyké Underground een nieuwe industriële uitstraling zal krijgen, waarop de naam Turbine prijkt.
Op 27 maart 2024 deelde Walibi Belgium een filmpje op sociale media met de titel Project Turbine, waarin de nieuwe trein van de achtbaan werd onthuld. Deze nieuwe trein werd in de loop van 2024 uitgebreid getest. Tijdens het kerstseizoen van datzelfde jaar werd de oude Psyké-trein tijdelijk opnieuw in gebruik genomen om de laatste weken in dit thema te eren.
Op zondag 5 januari reed de achtbaan zijn laatste rit in het Psyké Underground thema en startte de ombouw naar Turbine.
Op zaterdag 5 april 2025 heropende de achtbaan samen met het nieuwe themagebied Dock World, de coaster kreeg een industrieel haventhema en de nieuwe trein werd nu officieel in gebruik genomen.

## Het verhaal
- Sirocco (1982-1998): Bij de opening in 1982 als Sirocco lag de nadruk vooral op de technische innovatie en sensatie van de attractie. Er was geen specifiek verhaallijn of thema aan verbonden; de ervaring draaide om de snelheid en de unieke lancering.
- Turbine (1999-2008): In 1999 werd de achtbaan hernoemd tot Turbine en gedeeltelijk overdekt om geluidsoverlast te verminderen. Het overdekte gedeelte creëerde een mysterieuze en intense sfeer, versterkt door stroboscopische lichteffecten. Hoewel er geen uitgebreid verhaal was, suggereerde de naam 'Turbine' een krachtig en industrieel thema, waarbij bezoekers het gevoel kregen door een enorme machine te worden gelanceerd.
- Psyké Underground (2013-2025): Met de heropening in 2013 als Psyké Underground werd de achtbaan volledig overdekt, waardoor de rit in absolute duisternis plaatsvindt. Het thema draait om een ondergrondse, clandestiene ervaring, waarbij de naam 'Psyké' verwijst naar het Griekse woord voor ziel of geest, wat een psychologische en mysterieuze dimensie toevoegt. In Psyké Underground zijn bezoekers te gast in Fabulous, een kleurrijke stad op de planeet Shimmeria uit The Music Battle. Ze worden door Vita Drakovitz uitgenodigd om een begeleide wandeling door de stad te doen, waar ze onder andere een hotel, een loket om tickets te kopen, en dergelijke vinden. In plaats van deze wandeling stuurt Vita Drakovitz, vergezeld door haar waterspuwers (gekke wezentjes die op Shimmeria wonen) Marvin en Bob, de bezoekers een oud metrostation binnen. Daar staat een bijzondere machine opgesteld. Aan de hand van een voorshow wordt men als bezoeker warm gemaakt voor wat volgen zal. Dan nemen bezoekers plaats in een trein. Wanneer de waterspuwers op een knop duwen, worden de bezoekers met een snelheid van 85 km/u gelanceerd in een grote, donkere ruimte met enkele lichteffecten.
- Turbine (2025-heden) In 2025 staat een nieuwe thematisering gepland voor de achtbaan, waarbij de naam opnieuw verandert naar 'Turbine', passend binnen het nieuwe themagebied 'Dock World'. Deze hernieuwde versie zal een haventhema krijgen, met bijbehorende decoraties en verhaalelementen die aansluiten bij de industriële sfeer van het gebied.

## De rit

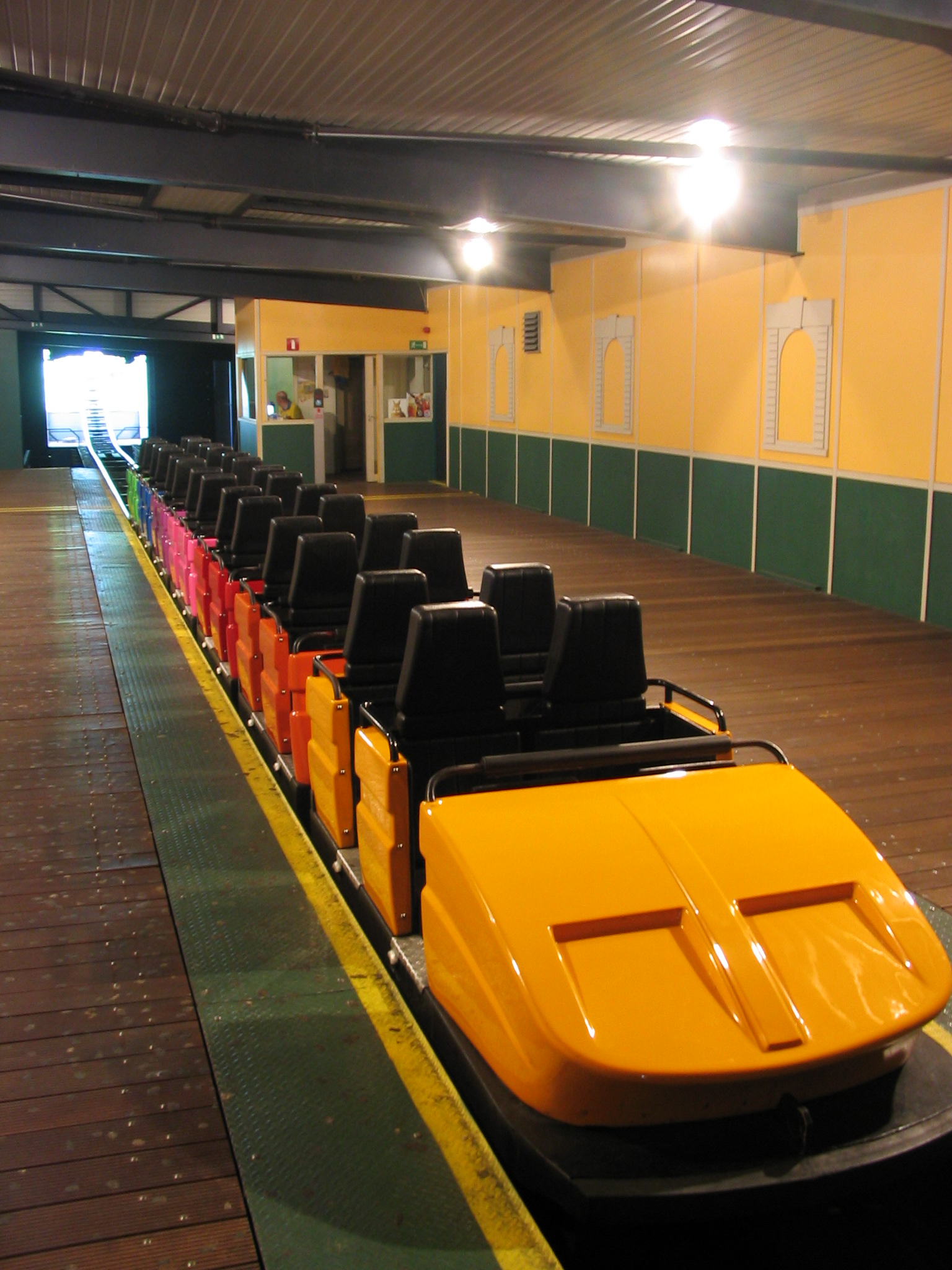
De trein van Sirocco en Turbine (tot 2008)

De achtbaantrein werd tot 2008 gelanceerd met behulp van een vliegwiel. Met de verbouwingen aan de achtbaan in 2013 werd het mechanische lanceringsmechanisme vervangen door lineaire inductiemotoren. Dit lanceersysteem is vergelijkbaar met het systeem dat op vliegdekschepen gehanteerd wordt om vliegtuigen mee te laten opstijgen. Deze motoren leveren bij de lancering een vermogen van zeven megawatt, dat is anderhalve keer zoveel als alle andere attracties in het park samen.
De baan kreeg ook een nieuwe trein. De trein die tot 2008 op de baan stond, zou maar liefst 486.010 ritten hebben afgelegd.
Na de lancering gaat de trein door een looping met een diameter van 25,7 meter en rijdt vervolgens tegen een helling op met een hoogte van 45 meter. Op deze helling komt de trein tot stilstand om vervolgens achterwaarts terug te rijden. Na de looping rijdt de trein door het station om vervolgens tegen een andere helling op te rijden. Als de trein dan voorwaarts van deze helling rijdt, wordt hij afgeremd om opnieuw in het station tot stilstand te komen.

## Trivia
- Voor de ombouw naar Psyké Underground werd in het station vaak gebruikgemaakt van house- en dancemuziek. Regelmatig werden er speciale effecten voor en tijdens de lancering, zoals een countdown en rookeffecten, toegepast. Na de ombouw was er een countdown ingewerkt in de attractie.

- Bij de omvorming van Turbine naar Psyké Underground had de baan zijn eigen soundtrack gekregen; 'Psyké Underground' van de Frans-Zwitserse DJ Quentin Mosimann.

- Het oude flywheel lanceermechanisme werkt ondertussen niet meer, maar is niet verwijderd. Het staat nog steeds op dezelfde plek, maar dan als thematisatie. Op het mechanisme stond het woord Turbine, als verwijzing naar de naam van de achtbaan tussen 1999-2008.

- Turbine is sinds 2005 de enige Shuttle-loop in Europa en hij is de enige overdekte ter wereld.

Afbeeldingen · Geschiedenis van Walibi Belgium